# 阿尔弗雷德·卡斯特勒
阿尔弗雷德·卡斯特勒（法語：Alfred Kastler，1902年5月3日—1984年1月7日），法国物理学家，出生于法国盖布维莱尔，1966年获诺贝尔物理学奖。